# 伊朗—塞爾維亞關係
伊朗－塞爾維亞關係是伊朗和塞尔维亚之间的外交关系。伊朗在贝尔格莱德设有大使馆，塞尔维亚在德黑兰也设有大使馆。2017年，塞尔维亚政府宣布，为了改善双边关系，吸引游客和投资者到塞尔维亚旅游，它通过了一项立法，取消了伊朗和印度公民前往该国旅游的签证要求。伊朗目前拒绝承认科索沃的独立。

## 历史

### 伊朗关于塞尔维亚人历史起源的理论
历史学家指出，在历史上，塞尔维亚人很有可能起源于高加索地区的早期波斯部落。伊朗总统马哈茂德·艾哈迈迪-内贾德承认，同样的理论可能是克罗地亚人起源的可靠解释，他们在历史上与塞尔维亚人生活的非常近。

## 关系

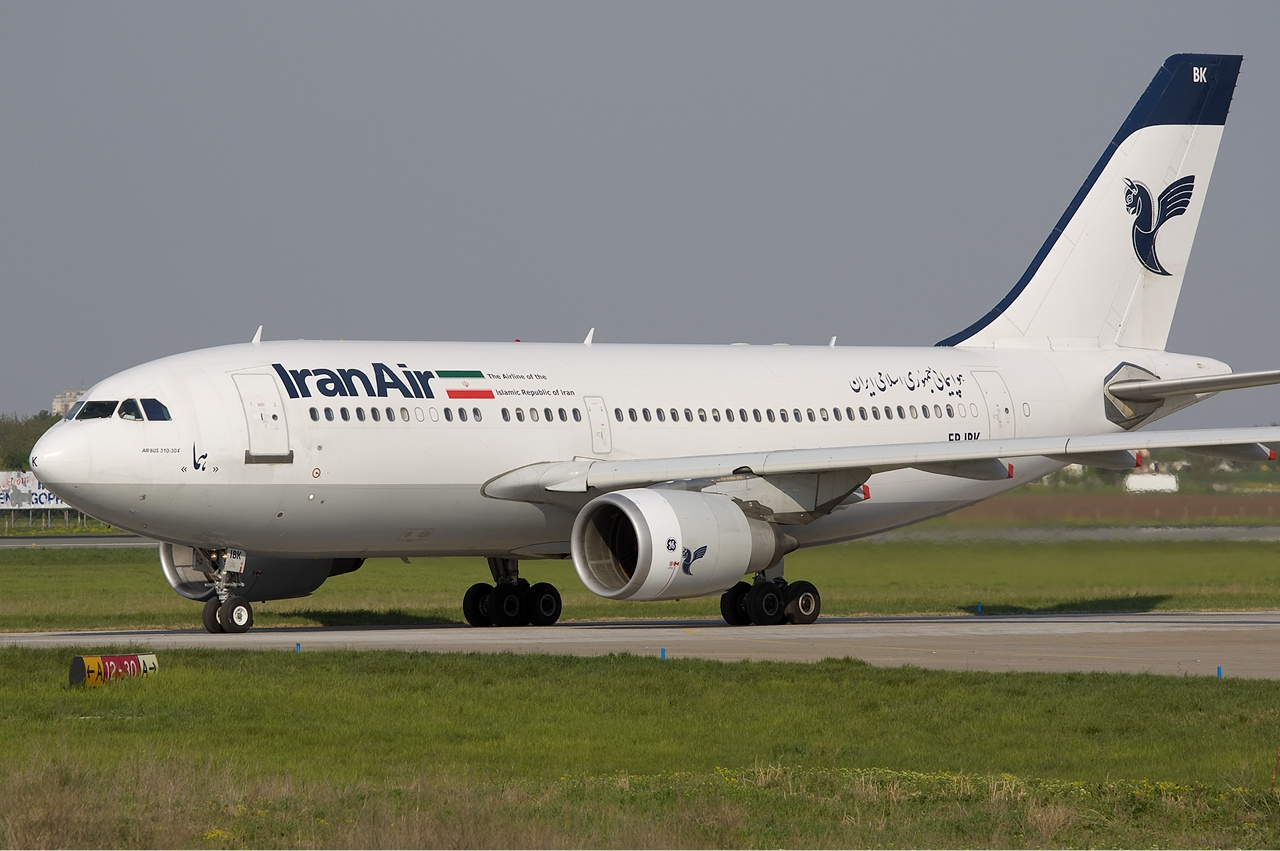
2011年，一架伊朗航空的空客A310在贝尔格莱德尼古拉·特斯拉机场。

### 南斯拉夫战争期间的关系
伊朗与塞尔维亚（当时是南斯拉夫的一部分）的关系在南斯拉夫战争期间变得紧张，当时伊朗支持波斯尼亚的穆斯林对抗波斯尼亚的塞尔维亚叛军。

### 伊朗航空在贝尔格莱德的加油中心
2011年3月至6月，伊朗航空公司定期在贝尔格莱德降落，为在欧盟机场被拒绝提供煤油的飞机加油。2011年6月18日，贝尔格莱德尼古拉·特斯拉机场以美国的压力为由，取消了伊朗航空的降落权。

### 不结盟运动的关系
伊朗帝国和南斯拉夫社会主义联邦共和国是1961年不结盟运动的创始成员。
2011年9月，伊朗副外长穆罕默德·阿孔扎德在当年贝尔格莱德举行的年度不结盟运动理事会期间访问塞尔维亚，声称伊朗不承认科索沃为主权国家，并希望塞尔维亚和伊朗之间的友好关系能进一步发展。不到一年后，伊凡·姆基奇代表塞尔维亚前往德黑兰参加第16届不结盟运动峰会。据报道，2012年8月31日，姆基奇向首脑会议与会者表示，塞尔维亚希望继续与不结盟运动成员国接触，同时致力于加入欧盟。

### 欧盟的利益冲突
据当地媒体2012年11月报道，尽管在南斯拉夫联邦共和国成立期间，塞尔维亚受到了西方国家长达8年的严厉制裁和孤立，但据报道，作为加入欧盟程序的一部分，塞尔维亚对伊朗实施了制裁。宣布制裁遭到塞尔维亚媒体和政治作家的严厉批评，反映了塞尔维亚政府的行动和塞尔维亚公民的意见之间的分歧。贝尔格莱德大学政治学院的普雷德拉格·西米奇教授在接受S Media采访时说，伊朗似乎容忍塞尔维亚政府加入欧盟，并推断与伊朗的关系可能不会像现在这样受到破坏。 尽管遭到了塞尔维亚的制裁，就像其他西方国家所做的那样。2013年，塞尔维亚驻德黑兰大使亚历山大·塔西奇会见了马哈茂德·艾哈迈迪-内贾德；穆罕默德-礼萨·拉希米在2月15日塞尔维亚国休日的祝贺信中提到了这次会议，信中说，德黑兰和贝尔格莱德之间的进一步关系“不存在任何障碍”。

### 免签证协议
2017年8月23日，塞尔维亚政府在其网站上宣布，伊朗伊斯兰共和国公民和印度公民可以不申请签证前往塞尔维亚。在欧盟的压力下，塞尔维亚政府于2018年10月8日废除了该协议，并于2018年10月17日生效。
在该协议被废除之前，有三家伊朗航空公司维持德黑兰和贝尔格莱德之间的航班。废除该协定后，只有马汉航空公司维持伊朗与塞尔维亚之间的定期直飞航班。

## 文化
除了伊朗大使馆，在贝尔格莱德还有一个伊朗文化中心。伊朗电影节每年在贝尔格莱德的电影史博物馆举行。